# 청춘스캔들
청춘스캔들(일본어: 青春スキャンダル)은 1985년 일본의 게임 회사 가운데 하나인 반프레스토의 전신인 코어랜드에서 개발하고 세가에서 유통한 게임이다. 영어로는 마이 히어로(My Hero)란 이름으로 불린다.

## 특징
청춘스캔들은 주인공인 타케시가 불량배들이 납치해간 여자친구를 되찾아오는 게임이다. 스테이지를 처음 시작하면 타케시가 여자친구인 마리랑 함께 걷고 있는데 갑자기 뒤에서 불량배가 타케시를 뒤에서 때리고 여자친구인 마리를 납치해가자 이에 분노한 타케시가 복수하고 여자친구를 되찾기위해 앞으로 나가가는 것으로 게임이 시작된다. 게임이 시작되면 불량배의 직속 부하인 캐릭터들이 주인공을 공격해오며 주인공은 그것을 물리치고 나아가야 한다. 스테이지 중간엔 밧줄로 묶여있는 붉은색의 타케시를 구하는 것도 이게임의 목적이며 이 붉은색의 타케시를 구하고 최종 보스의 직전까지 데리고 가면 점수에서 보너스를 준다.
스테이지는 총 3개의 스테이지가 있으며 첫번째 스테이지는 일본의 1960년대를 배경으로 하는 쇼와의 도시, 2번째 스테이지는 닌자가 주무대인 에도 시대, 마지막 스테이지는 원숭이형의 모습을 한 외계인들과 불을 뿜는 로봇이 나오는 미래 시대의 스테이지다. 마지막 스테이지까지 완료해도 다시 처음의 1스테이지로 돌아가는 무한 루프의 게임이다. 각스테이지의 보스전이 되면 석양이 빛추는 바다를 배경으로 보스와 격투를 벌이게 된다.

## 같이 보기
- 반프레스토
- 세가
- 격투 게임